# Mangat

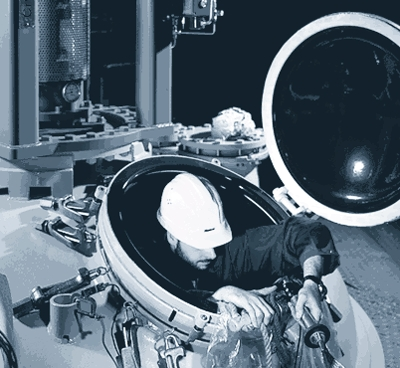
Monteur in een mangat van een chemische reactor.

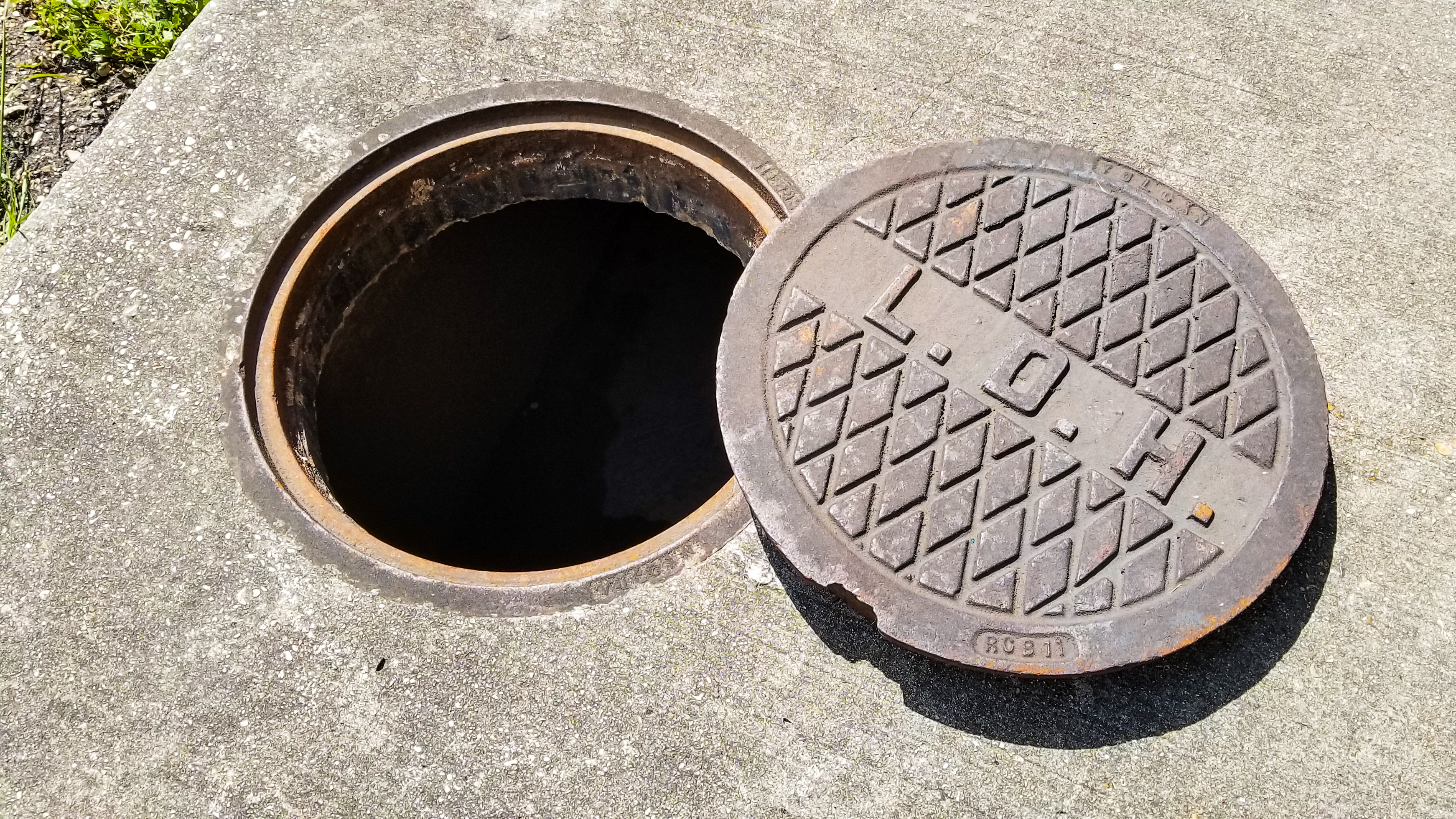
Rioolput met een geopend mangat.

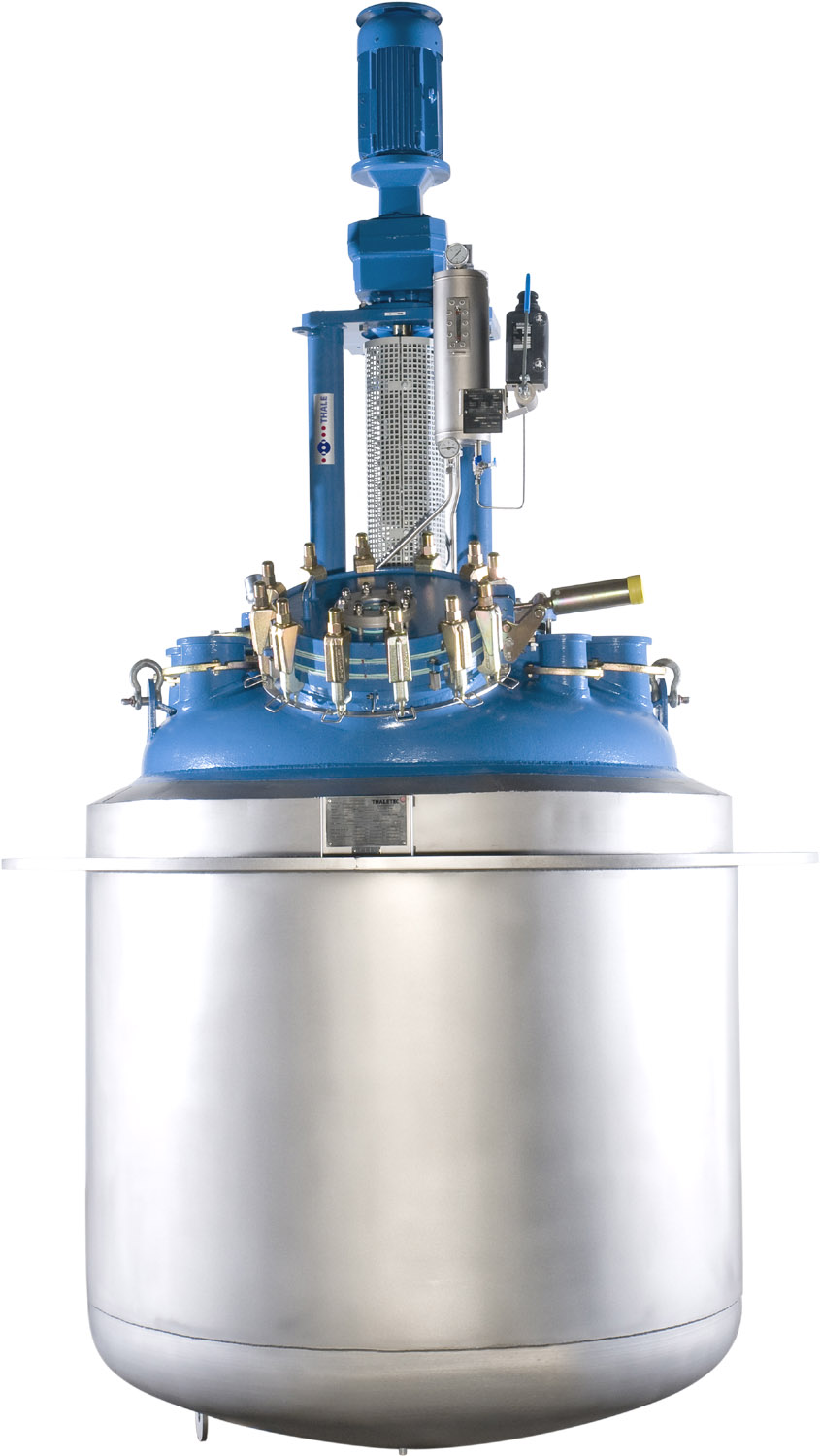
Chemische reactor met het mangat midden bovenaan, afgesloten met klemmen.

Een mangat is een opening voor de toegang tot een installatie of voertuig om onderhoudswerkzaamheden of controles uit te voeren. Meer specifiek wordt een mangat gebruikt om in een stoomketel te kruipen of dient het als een opening tussen twee dekken van een vaartuig of een groot luchtmacht- of burgerlijnvliegtuig.

## Scheepvaart
Op binnenvaart- en meer vooral op zee- en marineschepen, zijn er mangaten voorzien om van het ene dek naar een ander dek te gaan. Deze dekken zijn verbonden met stalen trappen voorzien van leuningen, die uitkomen bij een mangat. Deze bovendekse mangaten hebben vaak geen deksel. De onderdekse mangaten kunnen zelfs afgedekt worden met een mangatdeksel, dat wordt dichtgedraaid en op slot gedraaid met een wielhengsel of handpalklemmen ter beveiliging. Dit vooral in de dieper gelegen machinekamersgedeelten van het zee- of marineschip.
Vooral moderne onderzeeërs met boven en onderliggende dekken, worden voorzien van doorgangen met afdekbare mangaten. Dit om tijdens noodsituaties compartimenten af te kunnen sluiten. Op de commandobrug van een onderzeeër is er een mangat, waarvan het deksel bijna altijd door de commandant, die als laatste de brug zou moeten verlaten, gesloten en vergrendeld wordt.
Bij diepzeeonderzoekingen kunnen duikers, via een mangat, uit of in het diepzeecompartiment van een duikerklok of onderzeeverblijf zwemmen. Deze onderzeese mangaten kunnen, natuurlijk voor de veiligheid, afgegrendeld worden.

## Luchtvaart
In grote vliegtuigen worden mangaten gebruikt om zich naar de onderste compartimenten te begeven. In sommige bommenwerpers uit de Tweede Wereldoorlog moesten de piloten door een mangat omhoog kruipen om naar binnen te kunnen gaan. Soms was er een klein laddertje gemonteerd onder de buik van het vliegtuig. De vliegenier-bommenwerper moest zich in een mangat wringen, om in het onderste gedeelte van de bommenwerper op zijn buik liggend de bommen te kunnen droppen.

## Overige betekenissen
Veelal hebben rioleringen mangaten om ondergronds toegang te verschaffen tot rioolputten, bijvoorbeeld om reinigingswerkzaamheden of controles uit te voeren. Dergelijke mangaten worden met een putdeksel afgesloten. De mangaten kunnen sterk verschillen in grootte, afhankelijk van de afmetingen van de riolering. In het geval van stadsrioleringen zijn mangaten doorgaans groot genoeg om een persoon toe te laten tot de riolering, terwijl bij huishoudelijke rioleringen de openingen een stuk kleiner zijn.
In de chemische industrie is een mangat een opening bovenaan de reactor, veelal bedoeld om stoffen (bijvoorbeeld in poedervorm) toe te voegen. Dergelijke mangaten worden afgesloten met een deksel waarin doorgaans een kijkglas aanwezig is, teneinde de inhoud van de reactor te kunnen bekijken.
Mangaten komen ook voor bij opslagtanks of silo's.